# تی‌وی۳ (کاتالونیا)
تی‌وی۳ کاتالونیا ((اسپانیایی: TV3‎) با تلفظ کاتالان: [ˈte ˈβe ˈtɾɛs]) کانال اصلی تلویزیونی پخش کننده عمومی در ناحیه خود مختار اسپانیا (کاتالان) است که زیر نظر شرکت CCMA اداره می‌شود. تیوی۳ برنامه‌هایی را فقط به زبان کاتالان پخش می‌کند. بودجه این شبکه توسط دولت خودمختار منطقه‌ای، جنرالیتو دو کاتالونیا، از طریق CCMA تأمین می‌شود.